# Крушановський Олександр Іванович
Олекса́ндр Іва́нович Крушано́вський — майор Збройних сил України, учасник російсько-української війни.
Офіцер Кам'янець-Подільського центру розмінування Збройних Сил України, брав участь в розмінуваннях у зоні бойових дій.

## Нагороди
За особисту мужність і героїзм, виявлені у захисті державного суверенітету та територіальної цілісності України, вірність військовій присязі під час російсько-української війни, відзначений — нагороджений
- 27 червня 2015 року — орденом «За мужність» III ступеня.